# Eparchie buzulukská
Eparchie Buzuluk je eparchie ruské pravoslavné církve nacházející se v Rusku.

## Území a titul biskupa
Zahrnuje správní hranice území Asekejevského, Buguruslanského, Buzulukského, Gračjovského, Ilekského, Krasnogvardějského, Kurmanajevského, Pervomajského, Severneho, Soročinského, Tašlinského a Tockého rajónu Orenburské oblasti.
Eparchiálnímu biskupovi náleží titul biskup buzulukský a soročinský.

## Historie
Po vytvoření pevnosti Buzuluk roku 1736 byly farnosti regionu Buzuluk podřízeny kazaňskému biskupovi. Roku 1799 byla založena eparchie orenburská. Když se roku 1851 Buzulukský ujezd stal součástí Samarské gubernie, pak z církevního i správního hlediska všechny farnosti a monastýry patřily pod samarskou eparchii.
Roku 1921 byl v rámci Buzulukského rajónu vytvořen vikariát samarské eparchie.
Dne 5. října 2011 byla Svatým synodem zřízena nová eparchie buzulukská, a to oddělením z orenburské eparchie. O den později se stala součástí nově vzniklé orenburské metropole.

## Seznam biskupů

### Vikariát Buzuluk
- 1921–1923 Pavel (Galkovskij)
- 1924–1927 Pavel (Vveděnskij)
- 1927–1929 Sergij (Nikolskij)
- 1930–1930 Mitrofan (Polikarpov), nepřevzal katedru
- 1930–1934 Sergij (Kuminskij)

### Eparchie Buzuluk
- 2011–2012 Valentin (Miščuk), dočasný administrátor
- od 2012 Alexij (Antipov)